# Warped Tour
Warped Tour — найбільший гастрольний музичний фестиваль Сполучених Штатів, що проходив кожного літа з 1995 по 2019 рік. Фестиваль проходить на стоянках або полях, на яких ставлять сцену намети, та інше. Постійним спонсором фестивалю з 1995 гору був виробник повсякденного взуття Vans, через це фестиваль часто називають Vans Warped Tour.
Спочатку фест спеціалізувався на панк-рок музиці, проте з часом почали фігурувати різні жанри.

## Про фестиваль

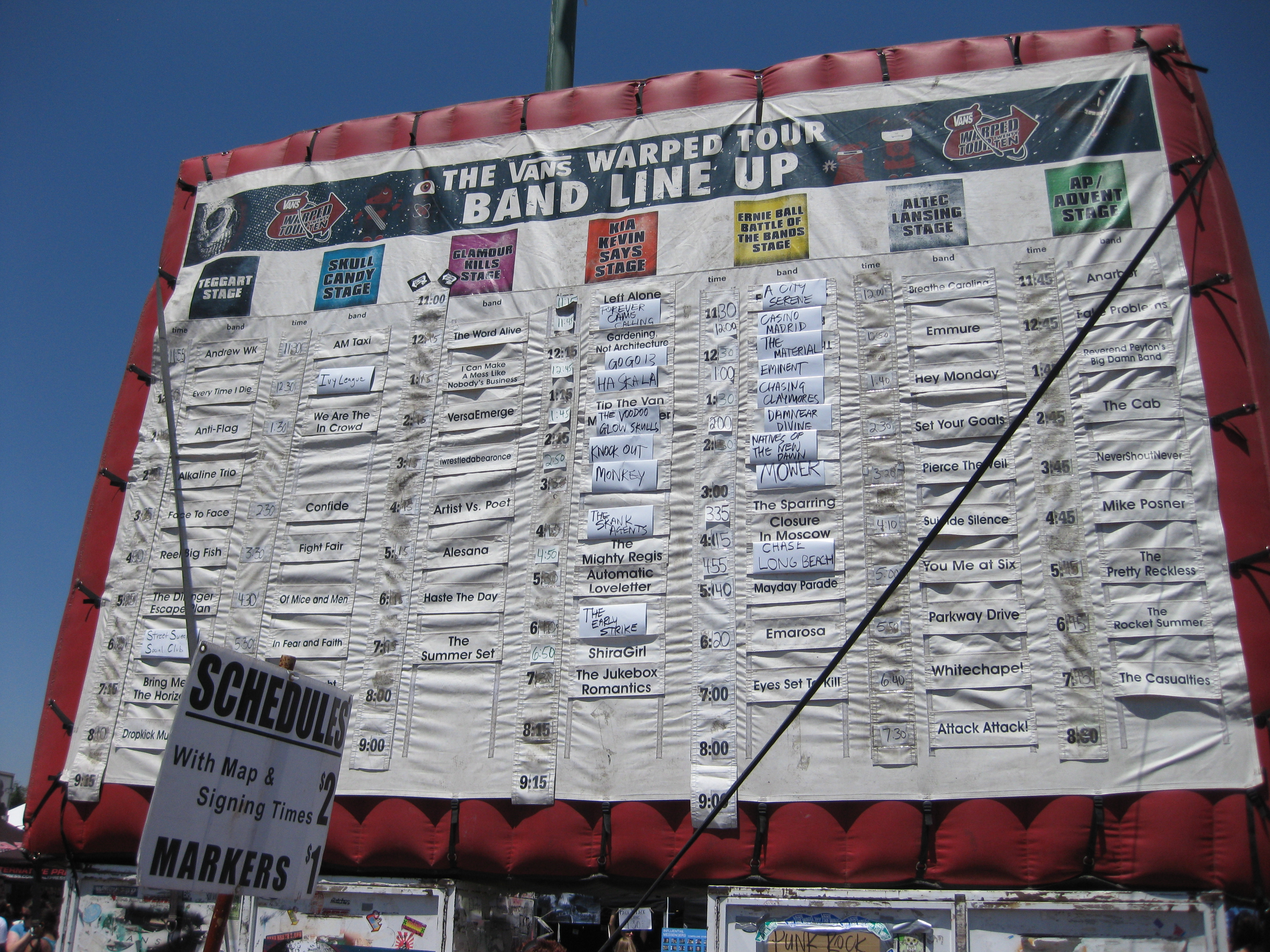
Розклад виступів на 10 серпня 2010 в Чула-Віста, Каліфорнія, з вказанням сцен та часу виступу. Розклад виступів визначається в день витупу, і розміщається на великій дошці.

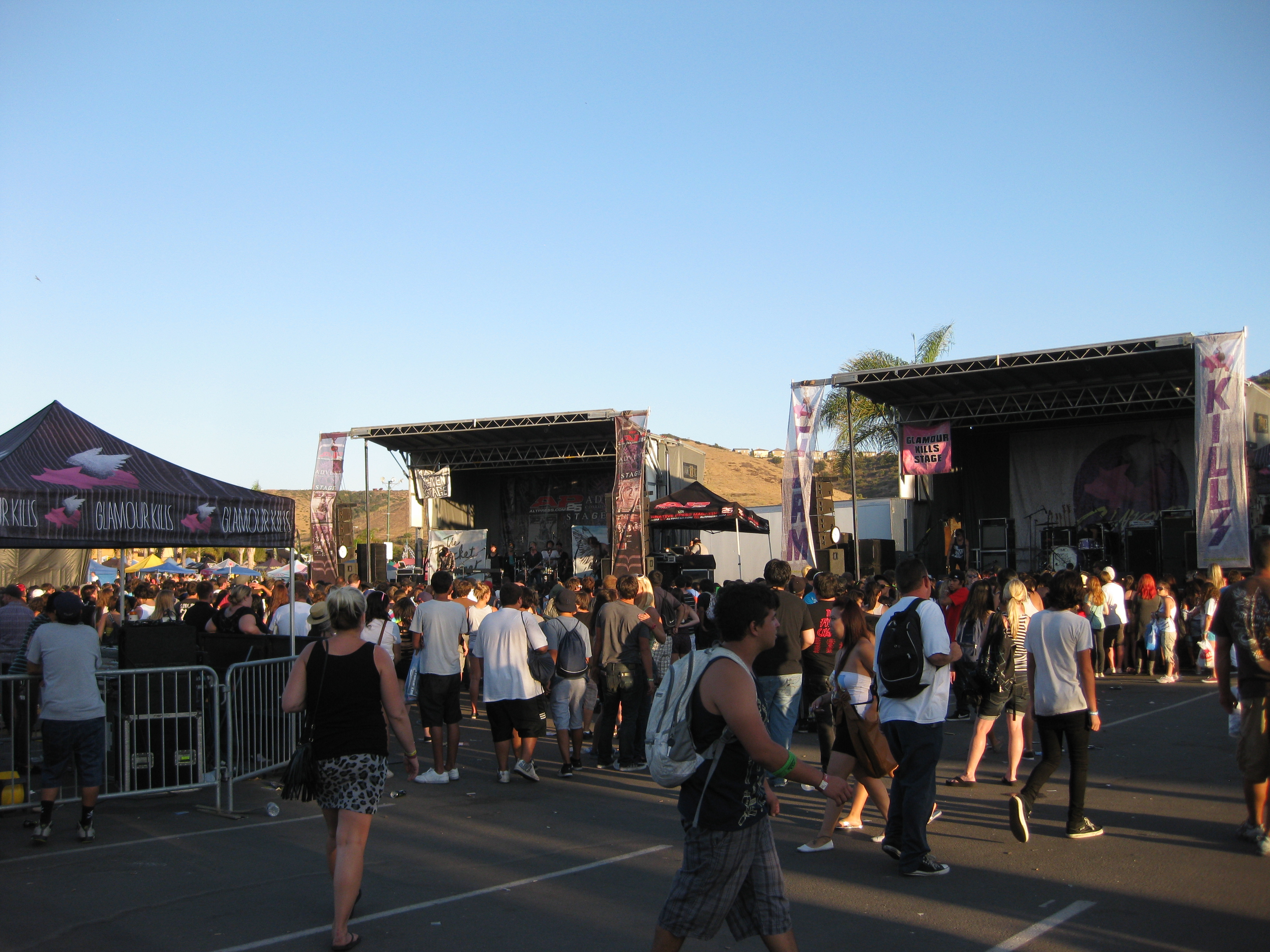
Сцени Alternative Press/Advent (зліва) и Glamour Kills (праворуч) у 2010 році. Як приклад зведення двох сцен одна біля одної, на яких виступають по черзі по 30 хв

В середині 2000-х Vans Warped Tour представило не менше ста гуртів, та артистів. Гурти грають по 30 хвилин приблизно на 10 сценах, головні та найвідоміші гурти грають на двох головних сценах. Зазвичай гурти починають грати в 11:00 годин і завершують виступ приблизно о 21:00 годині. Розклади з часом виступів вішають на великі лошки які ставлять на самих видних місцях. Сцени зазвичай зводять подалі одна від одної щоб музика з одної сцени не перебивала інших.
Щороку існує так звана «група барбекю», яка в обмін на право виступити в турі, повинна готувати барбекю для груп і команди протягом майже всіх вечорів. Серед таких «груп барбекю» були Dropkick Murphys та The Fabulous Rudies. Таким же чином одному гурту під назвою Animo (раніше DORK), було дозволено виступати чотири роки підрять на фестивалі, в обмін на те що вони будуть в команді установки.
Фестиваль начинався як тур скейт-панка і ска третьої хвилі, проте з часом на фестивалі почали виступати переважно представники поп-панку та металкору. Деякі хардкор і стріт-панк гурти, такі, як Casualties, The Unseen і Anti-Flag до сих пір виступають на фестивалі, також є гурти які виступають на фестивалі з моменту його заснування (Bad Religion, NOFX, та інші.)
Кожного разу розстановка фестивалю (в кожному місці проведення) відбувається по іншому.
В 2013 році Кевін Ліман вирішив, що через транспортні проблеми і щорічного зниження віку аудиторії слухачів,  їхні батьки будуть мати можливість пройти на фестиваль безкоштовно. Вони мають свій власний день турботи про дорослих.

## Історія
Warped Tour буз заснований в 1994 році Кевіном Ліманом, якому прийшла ідея створення під час організації таких скейтбоод шоу як: Vision Skate Escape і Holiday Havoc, які включали в себе музику та скейтборд-шоу. Викривлена назва походить від недовго існувавшого журналу Warp Magazine, видавцем якого був Transworld, який охоплював серфінг, скейтбординг, сноубординг та музику.
Warped Tour 1996
Тур майже завжди проводився на відкритих полях. Тільки в 1996 році, через проблеми з місцем проведення, організатори були змушені перести фестиваль в нічний клуб The Capitol Ballroom в Вашингтоні.
Warped Tour 1998
В 1998 році пройшов міжнародний тур, в тому числі по Австралії, Японії, Європі, Канаді та США.
Warped Tour 1999
В 1999 році тур почався в Новій Зеландії та Австралії на Новий рік. Потім він почався знову в Сполучених Штатах в літній час.
Окрім музики на фестивалі є багато цікавих місць наприклад хаф-пайпи для скейтбординга та BMX. На фестивалі маса стендів які створюють атмосферу блошиного ринку, серез таких є тенти майже всіх груп, які продають відповідні групі товари, також музичних лейблів, видавців журналів, некомерційних організацій а також спонсорів, які бажають продавати свою продукцію аудиторії. Більшість учасників та хедлайнерів приходять після виступу до свого тенту для того, щоб зустрітись з фанатами та роздавати автографи.
Warped Tour 2006
В 2006 році тур почав «Warped Eco Initiative» (WEI). Зміна з 2006 року: використовування біодизеля як пального для автобусів, завдяки цьому з 2006 року тур знизив використання нафти на 30%. Також на фестивалі є сонячна сцена яка працює виключно на сонячних батарех, забеспечуючи виступ 8-10 груп за шоу. Організація з харчування перекючиналь на багаторазові тарлки які після використання миють та використовують заново. Також дітям які допомагають з переробкою сміття видають безкоштовні подарунки.
Warped Tour 2009
Починаючи з 2009 року, дві основні сцени були об'єднані в одну і групам дали 40-хвилинні виступи, на відміну від традиційних 30 хвилин на двох сценах. Недивлячись на це було прийнято рішення повернутись до концепції з двома сценами і 35-хвилиними виступами для туру 2012 року і далі.
Warped Tour 2012
В 2012 році Warped Tour відправився в Лондон, вперше залишивши Північну Америку з 1998 року. По Великій Британії та Європі Warped Tour керувався відомим англійським промоутером Kilimanjaro Live.
В жовтні 2012 року почалось нове шоу, Roadies, де команда створення на чолі з Кевіном Ліманом продемонструвала виробничу сторону тура.
Warped Tour 2013
В грудні 2013 року Warped Tour повернувся в Австралію після тривалої відсутності.

#### Warped Tour 2018
15 листопада 2017 року Кевін Лайман оголосив, що Warped Tour 2018 року стане останнім туром. «Я дуже вдячний за те, що працював з більш ніж 1700 гуртами за останні 23 літа», — сказав Лайман у своїй заяві. «Я хотів би подякувати кожному гурту, який виступав у турі». Warped Tour також оголосив, що у 2018 році він пройде у Японії. Хедлайнерами японського сегменту були оголошені Korn (які раніше не виступали на фестивалі), Prophets of Rage і Limp Bizkit (які виступали на Warped Tour 1997 року).

#### Warped Tour 2019
18 грудня 2018 року Лайман розкрив деталі 25-річного ювілейного туру, який відбудеться у 2019 році.
Warped Tour відбувся у Клівленді, штат Огайо, 8 червня 2019 року, Атлантик-Сіті, штат Нью-Джерсі, 29 і 30 червня 2019 року та Маунтін-В'ю, штат Каліфорнія, 20 і 21 липня 2019 року.

## Критика та конфлікти

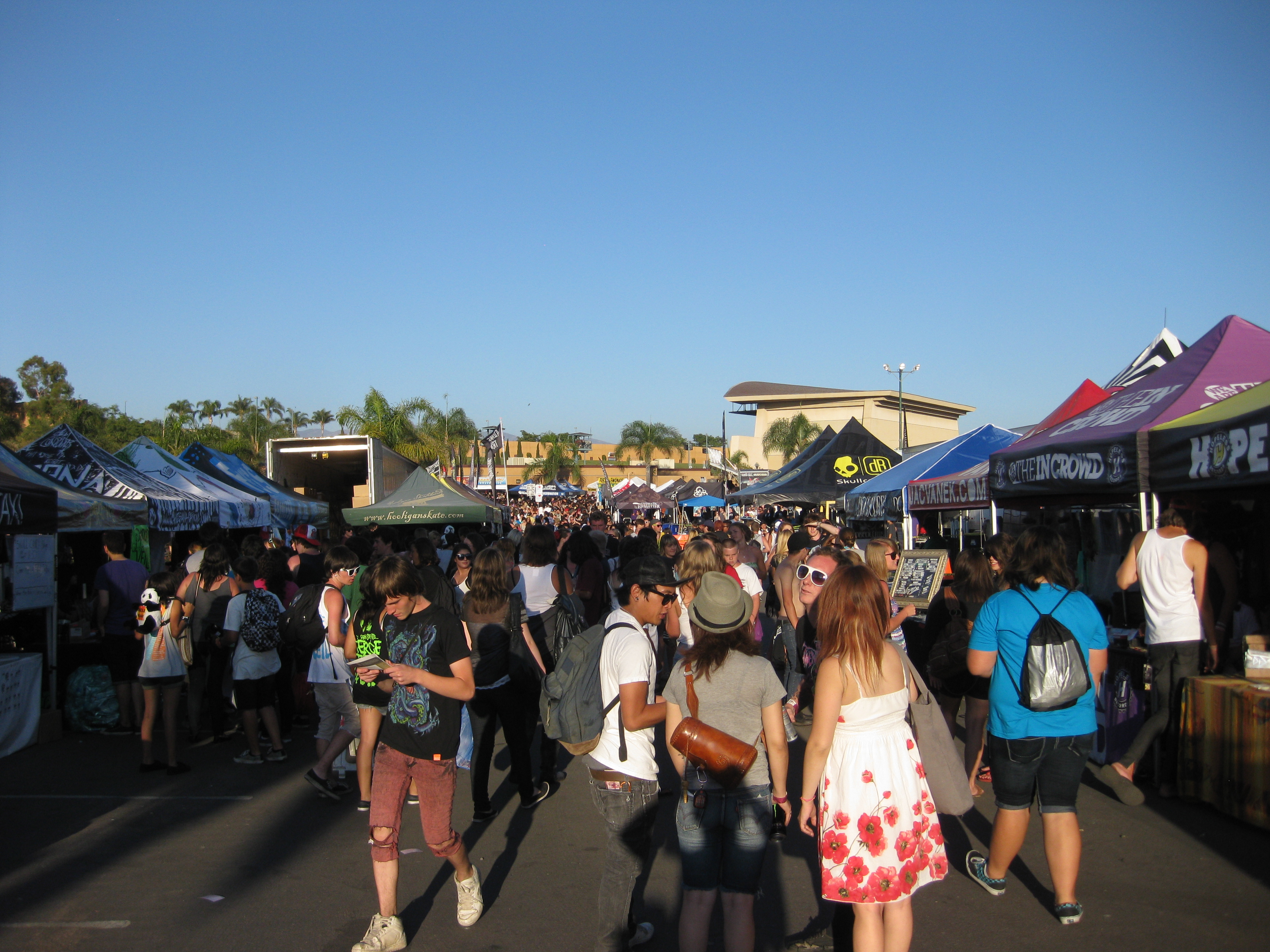
Намети гуртів на території фестивалю, в який продають товари груп та роздають автографи фанатам.

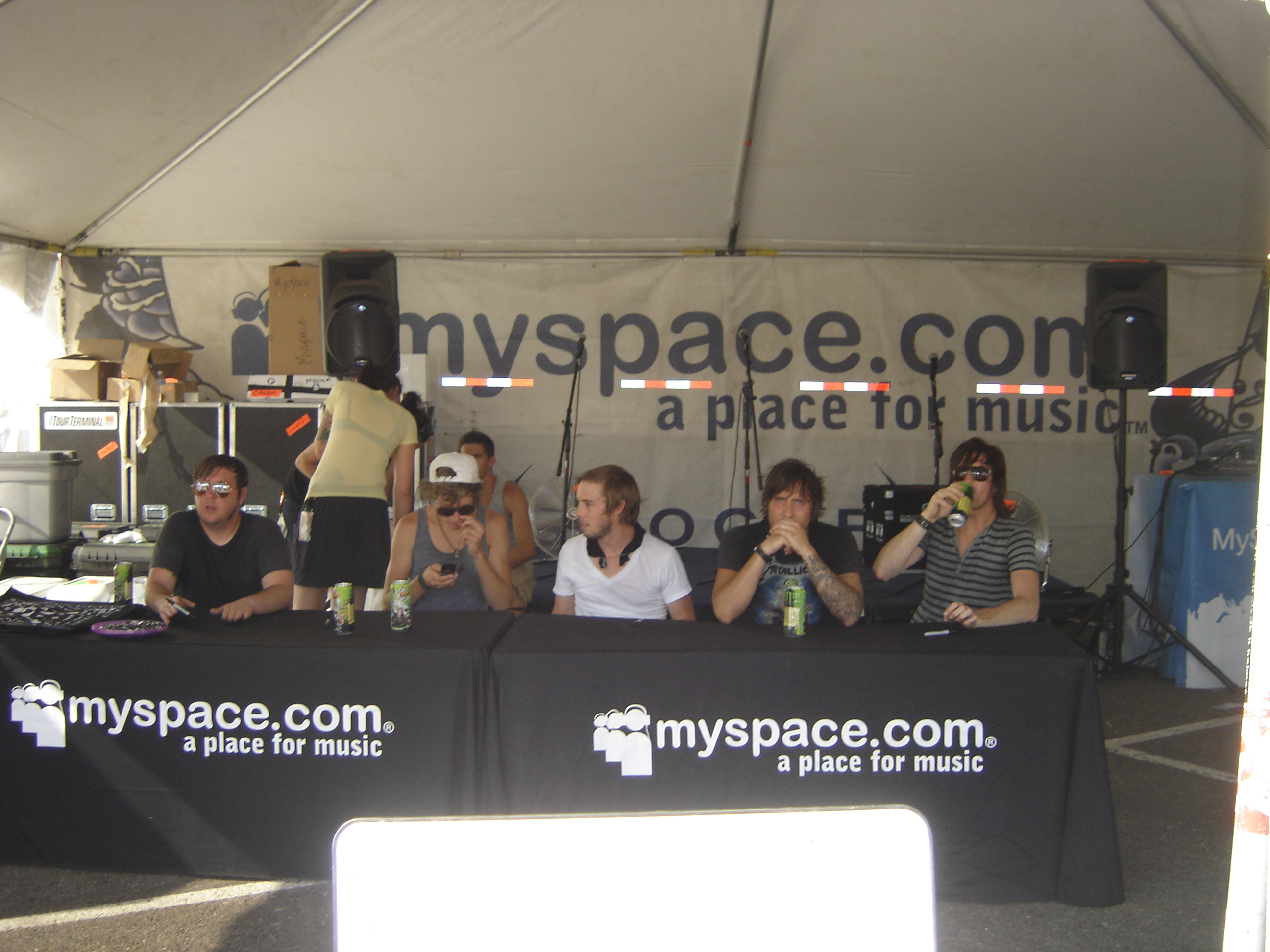
Anberlin готуються до зустрічі в наметі MySpace під час туру 2007 року.

У 2013 році вокаліст гурту Bring Me the Horizon, Олівер Сайкс написав у твиттері, що на його концертах забороняється мош або стіна смерті. Кевін Ліман написав в твіттері, що глядачі можуть створювати мошпіти та стіни смерті, але ініціатором повинен бути глядач та не бути учасником з жодного гурта, тому що тоді група несе відповідальність за пошкодження і травми причиною яких були мош та стіна смерті, що може призвести до судових процесів.

### Конфлікти з групами

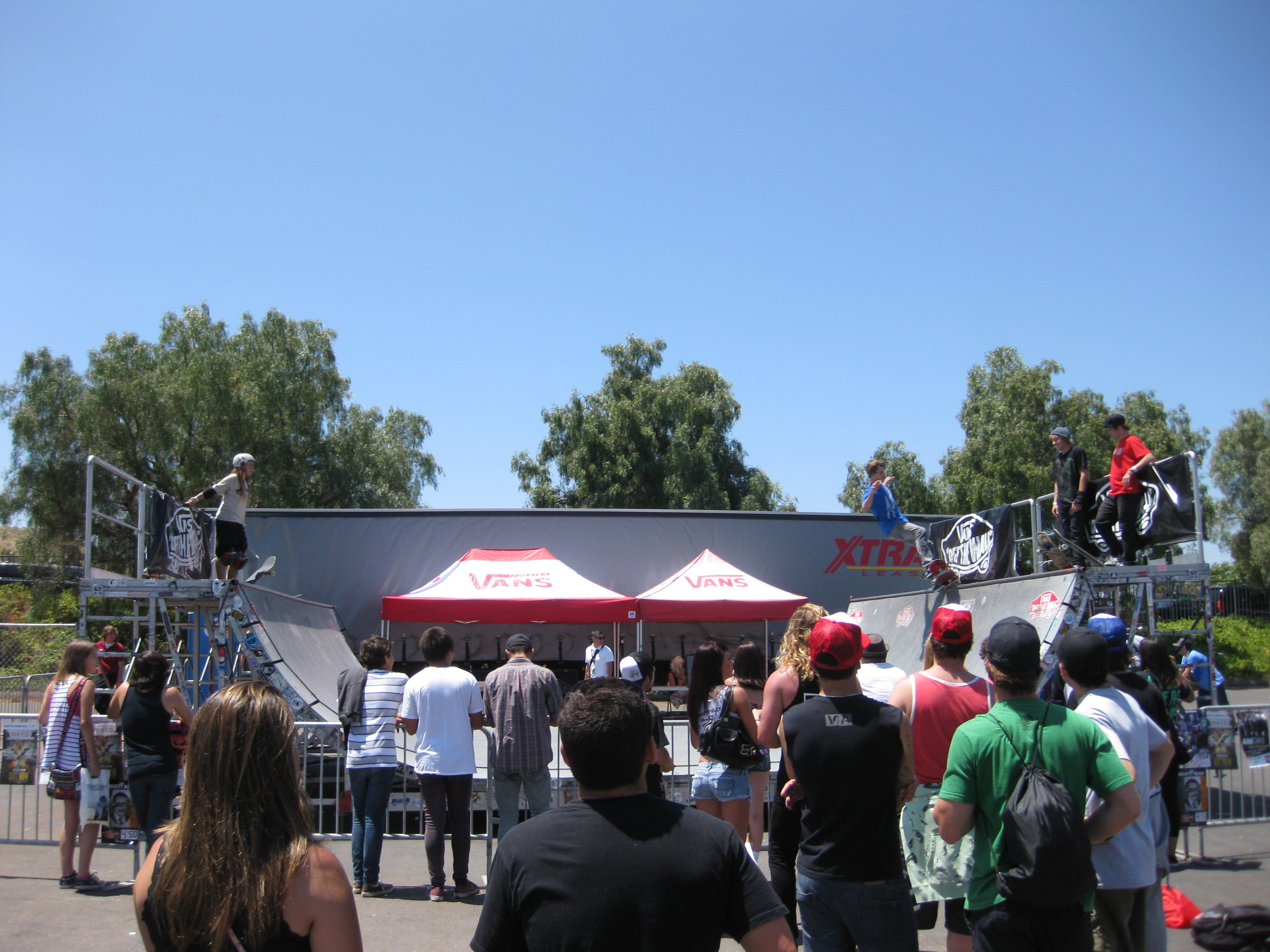
Виступ спортсменів на скейтбордах, BMX велосипедах та в других видах спорту на хаф-пайпах та інших рампах під час туру. Відвідувачі також допускаються до участі.

Декілька груп покинули фестиваль через конфлікти з іншими учасниками та організаторами:
- Хіп-хоп гурти D12, та Esham були вигнані з фестивалю 2001 року. Причиною чого став напад D12 на Esham за згадування дочки Емінема в пісні «Chemical Imbalance». Сам емінем при цьому не був присутній.[17]
- Брендон Келлі з гурту The Lawrence Arms(інші мови) заявив, що група назавжди була вигнана з туру, після того як в 2004 через розчарування вони розкритикували Warped Tour зі сцени під час свого виступу, організатори були в полі чутності. Також Келлі заявив, що Warped Tour є «Гіршим, що сталось з панк-роком, та DIY музикою загалом» та обвинив фестиваль в масовому закритті малих панк-клубів по всій країні.[18]
- Група Guttermouth(інші мови) була знята с Warped Tour 2004 за образу My Chemical Romance. Пізніше група заявила, що вони пішли самі через те що 10 або більше неназванних гуртів були незадоволені способом ведення бізнесу Guttermouth, і в деяких випадках погрожували їм.[19]
- В 2006 році фронтмен гурту NOFX, Фет Майк висміяв Underoath та їх релігійні переконання, розкритикував їх погляди на одностатеві шлюби, але підкреслив, що подружився з учасниками групи Underoath на початку туру.[20] Заява від групи стверджувала, що учасники «Вирішили зконцентруватись на нашій дружбі, так як це більш важливо, ніж ризикувати нею заради гастролей в у цей час.» Не дивлячись на це обидві групи були включені на виступ Warped Tour 2009.[21]
- Кевін Ліман признав, що в турі 2007 року деякі з найбільш відомих груп були роздратовані новими групами які позиціонували себе як рок-зірок, також була напруга між панк-групами та християнськими групами.

## Офіційні збірки
Офіційний Warped Tour збірник випускається щорічно на CD SideOneDummy Records, щоб збігалося з початком туру. До 1998 року офіційні релізи випускались Vans через Uni Distribution в 1996 році, та Epitaph Records в 1997 відповідно. Збірка включає в себе пісні багатьох учасників, які виступають в турі цього року. Перші збірки мали різні назви, але з 2001 року використовують стандартну назву в форматі «Warped Tour <рік> Tour Compilation». В 2002 році збірка випускалась на 2 CD, включаючи 50 виконавців, цей формат почав повторятись в усі наступні роки.
| Рік  | Назва                                              |
| ---- | -------------------------------------------------- |
| 1996 | Vans Warped Music Sampler 1996                     |
| 1997 | Vans Warped Tour '97 Presents Punk-O-Rama Vol. 2.1 |
| 1998 | A Compilation of Warped Music                      |
| 1999 | A Compilation of Warped Music II                   |
| 2000 | World Warped III Live                              |
| 2001 | Warped Tour 2001 Tour Compilation                  |
| 2002 | Warped Tour 2002 Tour Compilation                  |
| 2003 | Warped Tour 2003 Tour Compilation                  |
| 2004 | Warped Tour 2004 Tour Compilation                  |
| 2005 | Warped Tour 2005 Tour Compilation                  |
| 2006 | Warped Tour 2006 Tour Compilation                  |
| 2007 | Warped Tour 2007 Tour Compilation                  |
| 2008 | Warped Tour 2008 Tour Compilation                  |
| 2009 | Warped Tour 2009 Tour Compilation                  |
| 2010 | Warped Tour 2010 Tour Compilation                  |
| 2011 | Warped Tour 2011 Tour Compilation                  |
| 2012 | Warped Tour 2012 Tour Compilation                  |
| 2013 | Warped Tour 2013 Tour Compilation                  |

Окрім того сервіс цифрової музики Rhapsody.com випускає збірку «Warped Tour Bootleg Series», концентруючи увагу на одному учаснику. Минулі учасники Bootleg Series: Matchbook Romance, My Chemical Romance, Bedouin Soundclash, MxPx, The Starting Line, Millencolin, Avenged Sevenfold, Gogol Bordello, Motion City Soundtrack, The Casualties, Anti-Flag, Less Than Jake, Rise Against, Joan Jett & The Blackhearts, Helmet та The Academy Is...